# Вемер, Карл
Карл Фри́дрих Ви́льгельм Ве́мер (нем. Carl Friedrich Wilhelm Wehmer; 20 сентября 1858 — 11 января 1935) — немецкий ботаник, химик и миколог.

## Биография
Родился во Фрайбурге на реке Эльбе 20 сентября 1858 года. С 1877 года учился в Гёттингенском университете, затем — в Йенском университете и Берлинском университете. В 1886 году защитил диссертацию доктора философии.
С 1888 года Вемер — ассистент в Ботаническом институте Марбургского университета, с 1890 года — в Лейпцигском университете.
В 1892 году прошёл хабилитацию в Высшей технической школе Ганновера и стал преподавать в ней. С 1898 года — в звании профессора, в 1910—1918 годах — профессор бактериологии и технической микологии.
Вемер открыл биологический синтез щавелевой кислоты, в 1893 году — лимонной кислоты грибами рода Penicillium. Вемер описал продуцентов лимонной кислоты в новом роде Citromyces, в настоящее время они относятся к виду Penicillium glabrum.
Скончался 11 января 1935 года.

## Некоторые научные работы
- Wehmer C. Beiträge zur Kenntnis einheimischer Pilze. — Hannover, Leipzig, 1893—1915. — 3 Bd.
- Wehmer C. Die Pilzgattung Aspergillus. — Genève, 1901. — 159 p.
- Wehmer C. Die Pflanzenstoffe. — Jena, 1911. — 938 p.